# Nuno João Oliveira Gonçalves
Nuno João Oliveira Gonçalves (sinh ngày 9 tháng 7 năm 1998) là một cầu thủ bóng đá người Bồ Đào Nha thi đấu cho Vitória Guimarães B ở vị trí hậu vệ.

## Sự nghiệp câu lạc bộ
Vào ngày 21 tháng 12 năm 2017, Gonçalves có màn ra mắt cho Vitória Guimarães B trong trận đấu tại LigaPro 2017–18 trước Sporting B.